# ويد بيل
ويد بيل (بالإنجليزية: Wade Bell)‏ هو عداء المسافات المتوسطة أمريكي، ولد في 3 يناير 1945 في أوغدن في الولايات المتحدة.

## وصلات خارجية
- ويد بيل على موقع اللجنة الأولمبية الدولية (الإنجليزية)
- ويد بيل على موقع أوليمبيديا (الإنجليزية)